# Haibei
Haibei, även känt under det tibetanska namnet Tshochang, är en tibetansk autonom prefektur i Qinghai-provinsen. Den ligger omkring 170 kilometer nordväst om provinshuvudstaden Xining. Både det tibetanska och kinesiska namnet på prefekturen betyder "norr om Qinghaisjön". Området räknas till den tibetanska kulturregionen Amdo.

## Administrativ indelning
Prefekturen, som har en yta som är något mindre än Schweiz, indelas i tre härad och ett autonomt härad:
| Karta          | Karta                    | Karta          | Karta                   | Karta                  | Karta                                 | Karta                  | Karta       | Karta                    |
| -------------- | ------------------------ | -------------- | ----------------------- | ---------------------- | ------------------------------------- | ---------------------- | ----------- | ------------------------ |
|                |                          |                |                         |                        |                                       |                        |             |                          |
| Nr             | Namn                     | Kinesiska      | Pinyin                  | Tibetanska             | Wylie                                 | Befolkning (2003 est.) | Areal (km²) | Befolkningstäthet (/km²) |
| Härad          |                          |                |                         |                        |                                       |                        |             |                          |
| 1              | Haiyan                   | 海晏县         | Hǎiyàn xiàn             | ཧའེ་ཡན་རྫོང་              | ha'e yan rdzong                       | 30 000                 | 4 348       | 7                        |
| 2              | Qilian                   | 祁连县         | Qílián xiàn             | ཆི་ལེན་རྫོང་               | chi len rdzong                        | 50 000                 | 15 610      | 3                        |
| 3              | Kangtsha                 | 刚察县         | Gāngchá xiàn            | རྐང་ཚ་རྫོང་               | rkang tsha rdzong                     | 40 000                 | 12 500      | 3                        |
| Autonoma härad |                          |                |                         |                        |                                       |                        |             |                          |
| 4              | Menyuan (för huikineser) | 门源回族自治县 | Ményuán huízú zìzhìxiàn | མོང་ཡོན་ཧུའེ་རིགས་རང་སྐྱོང་རྫོང་ | mong yon hu'e rigs rang skyong rdzong | 150 000                | 6 896       | 22                       |

## Klimat
Genomsnittlig årsnederbörd är 579 millimeter. Den regnigaste månaden är juli, med i genomsnitt 131 mm nederbörd, och den torraste är januari, med 2 mm nederbörd.